# Punt crític quàntic
Un punt crític quàntic és un punt del diagrama de fases d'un material on es produeix una transició de fase contínua al zero absolut. Un punt crític quàntic normalment s'aconsegueix mitjançant una supressió contínua d'una transició de fase de temperatura diferent de zero a temperatura zero mitjançant l'aplicació d'una pressió, un camp o mitjançant el dopatge. Les transicions de fase convencionals es produeixen a temperatura diferent de zero quan el creixement de fluctuacions tèrmiques aleatòries condueix a un canvi en l'estat físic d'un sistema. La investigació de la física de la matèria condensada durant les últimes dècades ha revelat una nova classe de transicions de fase anomenades transicions de fase quàntiques que tenen lloc a zero absolut. En absència de les fluctuacions tèrmiques que desencadenen les transicions de fase convencionals, les transicions de fase quàntica són impulsades per les fluctuacions quàntiques de punt zero associades al principi d'incertesa de Heisenberg.

## Visió general
Dins de la classe de transicions de fase, hi ha dues categories principals: en una transició de fase de primer ordre, les propietats es desplacen de manera discontínua, com en la fusió de sòlids, mentre que en una transició de fase de segon ordre, l'estat del sistema canvia de manera contínua. moda. Les transicions de fase de segon ordre estan marcades pel creixement de les fluctuacions en escales de longitud cada cop més llargues. Aquestes fluctuacions s'anomenen "fluctuacions crítiques". En el punt crític on es produeix una transició de segon ordre, les fluctuacions crítiques són invariants d'escala i s'estenen per tot el sistema. En una transició de fase de temperatura diferent de zero, les fluctuacions que es desenvolupen en un punt crític es regeixen per la física clàssica, perquè l'energia característica de les fluctuacions quàntiques és sempre més petita que l'energia tèrmica característica de Boltzmann. {\displaystyle k_{B}T}.
En un punt crític quàntic, les fluctuacions crítiques són de naturalesa mecànica quàntica, mostrant una invariància d'escala tant en l'espai com en el temps. A diferència dels punts crítics clàssics, on les fluctuacions crítiques es limiten a una regió estreta al voltant de la transició de fase, la influència d'un punt crític quàntic es fa sentir en un ampli interval de temperatures per sobre del punt crític quàntic, de manera que l'efecte de la criticitat quàntica es nota sense arribant mai al zero absolut. La criticitat quàntica es va observar per primera vegada en ferroelèctrics, en què la temperatura de transició ferroelèctrica es suprimeix a zero.
S'ha observat que una gran varietat de ferroimants i antiferroimants metàl·lics desenvolupen un comportament crític quàntic quan la seva temperatura de transició magnètica es porta a zero mitjançant l'aplicació de pressió, dopatge químic o camps magnètics. En aquests casos, les propietats del metall es transformen radicalment per les fluctuacions crítiques, que s'allunyen qualitativament del comportament estàndard del líquid de Fermi, per formar un estat metàl·lic de vegades anomenat líquid no Fermi o "metall estrany". Hi ha un interès particular en aquests estats metàl·lics inusuals, que es creu que presenten una marcada preponderància cap al desenvolupament de la superconductivitat. També s'ha demostrat que les fluctuacions crítiques quàntiques impulsen la formació de fases magnètiques exòtiques a les proximitats dels punts crítics quàntics.

## Punts finals crítics quàntics
Els punts crítics quàntics sorgeixen quan una susceptibilitat divergeix a temperatura zero. Hi ha una sèrie de materials (com ara CeNi2Ge2) on això passa casualment. Amb més freqüència, un material s'ha d'ajustar a un punt crític quàntic. Normalment, això es fa agafant un sistema amb una transició de fase de segon ordre que es produeix a una temperatura diferent de zero i ajustant-lo, per exemple, aplicant pressió o camp magnètic o canviant la seva composició química. CePd2Si2 és un exemple d'aquest tipus, on la transició antiferromagnètica que es produeix a uns 10K sota pressió ambient es pot ajustar a temperatura zero aplicant una pressió de 28.000 atmosferes. Amb menys freqüència una transició de primer ordre es pot fer crítica quàntica. Les transicions de primer ordre no solen mostrar fluctuacions crítiques a mesura que el material es mou de manera discontínua d'una fase a una altra. Tanmateix, si la transició de fase de primer ordre no implica un canvi de simetria, el diagrama de fases pot contenir un punt final crític on finalitza la transició de fase de primer ordre. Aquest punt final té una susceptibilitat divergent. La transició entre les fases líquida i gasosa és un exemple de transició de primer ordre sense canvi de simetria i el punt final crític es caracteritza per fluctuacions crítiques conegudes com a opalescència crítica.
Un punt crític quàntic sorgeix quan un punt crític de temperatura diferent de zero s'ajusta a la temperatura zero. Un dels exemples més ben estudiats es produeix en el metall en capes de rutenat, Sr3Ru2O7 en un camp magnètic. Aquest material mostra metamagnetisme amb una transició metamagnètica de primer ordre a baixa temperatura on la magnetització salta quan s'aplica un camp magnètic dins de les direccions de les capes. El salt de primer ordre acaba en un punt final crític a aproximadament 1 kelvin. En canviar la direcció del camp magnètic de manera que apunti gairebé perpendicularment a les capes, el punt final crític s'ajusta a la temperatura zero en un camp d'uns 8 tesles. Les fluctuacions crítiques quàntiques resultants dominen les propietats físiques d'aquest material a temperatures diferents de zero i lluny del camp crític. La resistivitat mostra una resposta líquida no Fermi, la massa efectiva de l'electró creix i l'expansió magnetotèrmica del material es modifica tot en resposta a les fluctuacions crítiques quàntiques.